# Monte Breamo
El monte Breamo es una monte situado en el municipio coruñés de Puentedeume. Sus 305 metros sobre el nivel del mar lo convierten en el punto más alto del oeste del municipio Eumés.

## Etimología
Hay varias teorías sobre el origen del nombre. Para Ángel del Castillo, deriva de una montaña sagrada llamada Brigamo. Antonio Couceiro Freijomil afirma que el nombre proviene del mítico rey Brigo que construyó allí un fuerte. Finalmente, Isidoro Millán González-Pardo no duda en atribuirle un origen celta, concretamente de la palabra gaélica bri (montaña). Basa su afirmación en que en la documentación existente más antigua se usa el término Briamo alternando con Breemo.

## Morfología e hidrología
Es una monte solitario situado en el corazón del Golfo Ártabro, dominando la entrada al mismo desde el mar. A sus pies se encuentran las rías de Ares y Betanzos. Las vistas de la costa son espectaculares; en días despejados se pueden ver las islas Sisargas.
Tiene numerosos manantiales que alimentan las fuentes públicas de las parroquias situadas en su falda, que son las eumesas de Breamo, Puentedeume, Centroña, Boebre y Villar; y Villanueva en el municipio de Miño.
Sin embargo, por su proximidad a la costa, no presenta largos cursos de agua, a excepción de la vertiente sur, donde tienen cierta entidad el Rego dos Muíños, que desemboca en la playa de Perbes, y el Regato de Dandel, que desemboca en el río Xarío .

## Acción del hombre
Desde la antigüedad, el hombre ha dejado su huella en Monte Breamo. La referencia más antigua es la de la ciudad ártabra de Ardóbriga nombrada por los conquistadores romanos. Está situado por algunos historiadores en el castro de Centroña, en el lado noroeste del monte.
En la cima del monte se encuentra la ermita de San Miguel, que es lo que queda de un antiguo monasterio, probablemente construido sobre otro templo pagano anterior. En las afueras de la ermita hay un área recreativa.
El nuevo cementerio de Puentedeume se construyó junto a la carretera que sube al monte.
Los lugares de la parroquia de Breamo de O Barro, Cermuzo, As Pedridas y Vista Alegre están situados en la ladera del monte.